# Gare de Kandersteg
La gare de Kandersteg est une gare ferroviaire située sur le territoire de la commune suisse de Kandersteg dans le canton de Berne.

## Situation ferroviaire
Établie à 1 176 mètres d'altitude, la gare de Kandersteg est située au point kilométrique 31,6 de la ligne du Lötschberg, entre les gares de Blausee-Mitholz (en direction de Berne), aujourd'hui sans service de voyageurs, et de Goppenstein (en direction de Brigue).
Elle dispose de sept voies (hors voies de services) dont trois voies le long de deux quais, permettant ainsi l'arrêt des trains de voyageurs dans chaque sens, ainsi que plusieurs voies de débord notamment pour les auto-trains.

## Histoire
La gare de Kandersteg a été inaugurée en 1913 avec la mise en service du tronçon de Frutigen à Brigue de la ligne du Lötschberg,. BLS, le propriétaire de la ligne, a été renommée BLS Lötschbergbahn en 1997 avant de fusionner en 2006 avec Regionalverkehr Mittelland AG pour devenir BLS AG. En 2007, le tronçon Frutigen - Brigue a perdu la majeure part de son trafic ferroviaire avec l'ouverture du tunnel de base de Lötschberg.
En saison, jusqu'en 2013, la Deutsche Bahn exploitait une paire de trains de nuit (CNL) entre Amsterdam, Hambourg, et Brigue via la ligne du Lötschberg, afin de permettre aux Allemands d'accéder aux pistes de ski des Alpes suisses.

## Service des voyageurs

### Accueil
Gare du BLS, elle est dotée d'un bâtiment voyageurs avec un guichet ainsi que de distributeurs automatiques de titres de transport. La gare est accessible aux personnes à mobilité réduite.

### Desserte
La gare de Kandersteg est desservie une fois par heure dans chaque sens par les trains RegioExpress « Lötschberg » reliant Berne à Brigue (prolongés une fois toutes les deux heures en Italie jusqu'à Domodossola).
- RE Berne - Thoune - Spiez - Frutigen - Kandersteg - Goppenstein - Brigue (- Domodossola).

Elle est également desservie par les navettes ferroviaires pour voitures (auto-trains) circulant entre Kandersteg et Goppenstein à travers le tunnel du Lötschberg ainsi que celles moins fréquentes circulant de Kandersteg à Iselle di Trasquera,.

Vues en gare
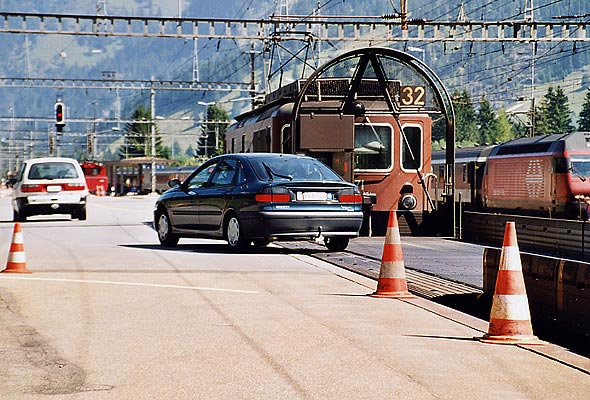
Zone destinée pour la charge et téléchargement de véhicules.
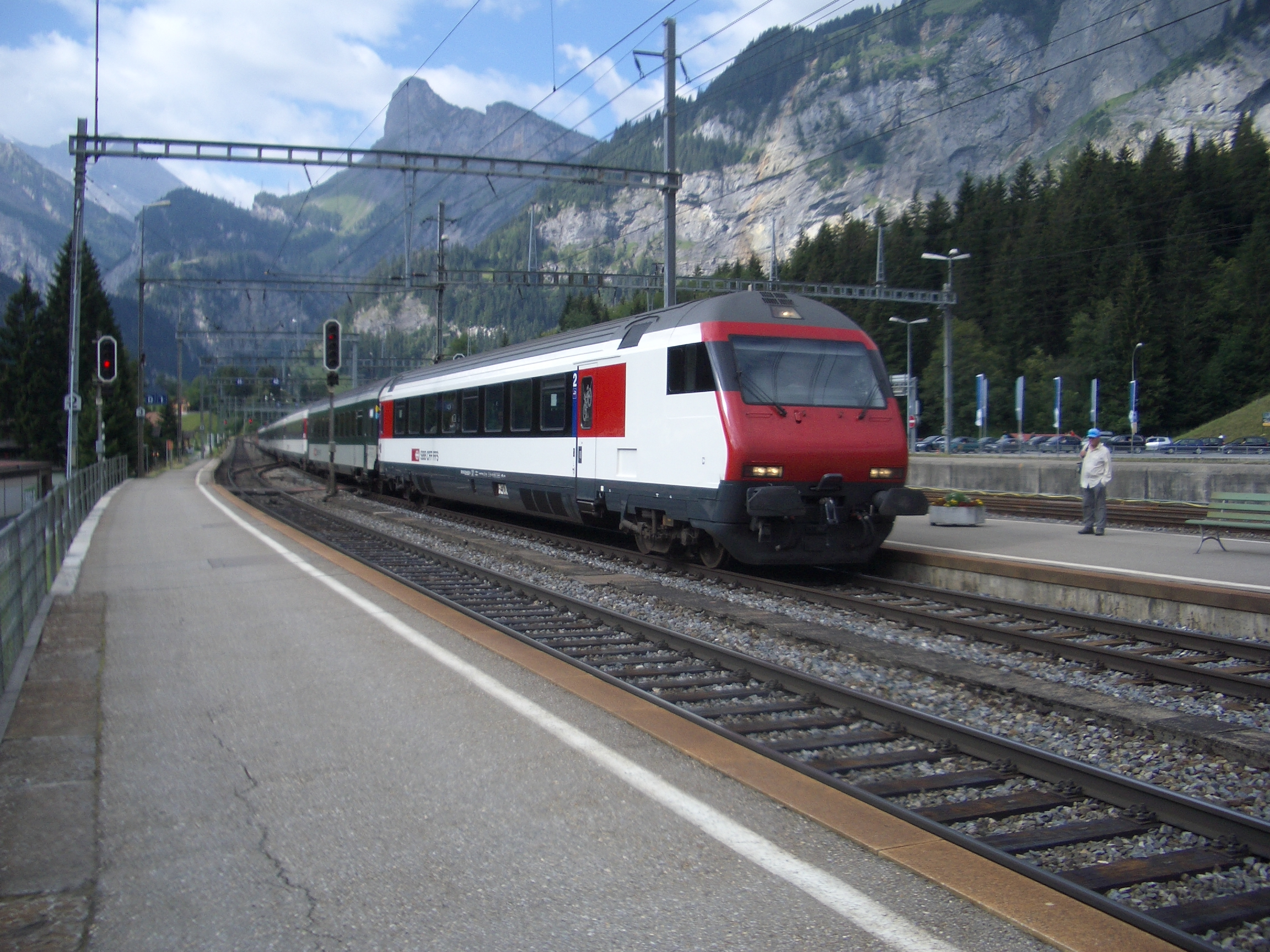
Train traversant la gare.

### Intermodalité
La gare de Kandersteg est desservie par quatre lignes d'autocars interurbains dont la ligne 230, exploitée par Autoverkehr Frutigen-Adelboden, en direction de Frutigen et Adelboden, 240, exploitée par BKG, vers la localité de Selden ainsi que les lignes 241 vers la gare aval du téléphérique Kandersteg-Sunnbuel et 242 en direction de la gare aval de la télécabine Kandersteg- Oeschinensee, toutes deux également exploitées par Autoverkehr Frutigen-Adelboden.